# 오스발도 파토리
오스발도 파토리(이탈리아어: Osvaldo Fattori oˈzvaldo fatˈtoːri[*]; 1922년 6월 22일~ 2017년 12월 27일)는 이탈리아의 전직 축구 선수로, 현역 시절 수비수나 미드필더로 활약했다.

## 구단 경력
파토리는 베로나의 산 미켈레 엑스트라 출신이다. 그는 마리오 코르소를 나중에 배출하기도 한 아우다체 산 미켈레에서 축구를 시작해 비첸차로 이적해 세리에 A에서 수비형 미드필더로 신고식을 치렀다. 1946년, 그는 삼프도리아로 이적했는데 아드리아노 바세토와 동시에 입단한 그는 이후 인테르나치오날레와의 오랜 협상 끝에 당시 역대 최고 이적료인 10M ITL에 입단했다. 그는 1947년에 삼프도리아에서 12개월만을 보내고 이적했다. 파토리는 인테르나치오날레에서 7년을 보내며 1953년과 1954년에 연달아 리그를 우승했다.

## 국가대표팀 경력
파토리는 이탈리아 국가대표팀 경기에 4번 출전했는데, 이 중 1경기는 파라과이를 상대로 승리한 1950년 월드컵 경기였다.

## 같이 보기
- 세리에 A 역대 최고 이적료